# Natalicio González
Juan Natividad González Paredes (Villarrica, 8 de septiembre de 1896-Ciudad de México, 6 de diciembre de 1966) conocido simplemente como Natalicio González fue un político, poeta, sociólogo, escritor y periodista paraguayo que ejerció como el 37.º presidente de Paraguay; gobernó desde el 15 de agosto de 1948 hasta el 30 de enero de 1949, cuando es obligado a renunciar producto de un golpe de Estado. Se lo considera el último intelectual paraguayo en ejercer la presidencia de la República en el siglo XX.
Antes de su actividad política, se había dedicado a la profesión de periodista, redactando artículos en distintos medios editoriales e incluso fundando algunos. En varias ocasiones debió partir al exilio por circunstancias políticas, contactando con diversos poetas y reconocidos escritores latinoamericanos. Fue uno de los máximos líderes políticos dentro del Partido Colorado, al cual se afilió en 1908. Tuvo amplio protagonismo dentro de su movimiento interno Guión rojo, el cual lo catapultaría a la presidencia años posteriores. Este grupo de choque fue conocido entre 1946 y 1948 por sus acciones violentas en contra de personas febreristas, liberales y comunistas. Los guiones rojos también interrumpieron mediante agresiones, balazos y riñas las reuniones de sindicatos y universidades, así como el trabajo de medios de prensa local opositores a Morínigo.
Gracias a su personalidad política, fue el portavoz principal entre el gobierno de Higinio Morínigo y el Partido Colorado, ocupando cargos de alta influencia dentro del ejecutivo. En febrero de 1948 gana las elecciones que lo posicionan como presidente electo para asumir el próximo período que al final no pudo completar. Anteriormente había ejercido el cargo de ministro de Hacienda durante los gobiernos de Higinio Morínigo y en el de Juan Manuel Frutos luego de la cruenta guerra civil de 1947, en donde el Partido Colorado había ocupado los principales ministerios presidenciales. Además desarrolló labores diplomáticas durante el gobierno del primero en Uruguay y mismas labores diplomáticas desarrollaría en su pos-presidencia, en 1957, partiendo rumbo a México por solicitud del entonces presidente Alfredo Stroessner.

## Biografía
Juan Natalicio González Paredes nació el 8 de septiembre de 1896, en Villarrica, ciudad del Departamento de Guairá, Paraguay --cuna de importantes personalidades del arte y la política, como Manuel Ortiz Guerrero, Natalicio Talavera, Ramón Indalecio Cardozo, Leopoldo Ramos Giménez, Delfín Chamorro y Efraím Cardozo--. 
Procedente de una sencilla familia rural, relacionada desde sus inicios con la Asociación Nacional Republicana, su madre fue la señora Benita Paredes, una mujer sabia y culta; su padre, Pablo González, fue un hombre trabajador, dedicado a la explotación de la yerba mate en grandes yerbales de su propiedad en zonas de Ygatimí. En Tarumá poseía además un establecimiento ganadero. Natalicio tuvo dos hermanos, Erasmo y Andrés. 
De niño era observador, introvertido, solitario y reflexivo, con una capacidad de oratoria sinigual y estos rasgos no desaparecieron en su juventud ni en su adultez. Fue conocido por estas características durante toda su vida. Realizó sus estudios en una escuela pública de su ciudad natal, donde tuvo como maestros a Gregorio Benítez, amigo personal de su familia, y Delfín Chamorro, pero es de trascendental importancia destacar que fue su maestro de primaria, Francisco Giménez quien lo instruyó a desarrollar el hábito de la lectura y por sobre todo la formación de un espíritu crítico con las circunstancias acaecidas. 
En su adolescencia tuvo como íntimos amigos a Manuel Ortiz Guerrero y Leopoldo Ramos Giménez, con quienes formó la “trilogía lírica” de Villarrica, a principios de siglo. Natalicio compartía con estos amigos el placer de la lectura. Disfrutaba de grandes clásicos universales, como Buchner, Voltaire, Darwin, Buffon, Volney, Dante y Spencer. El hábito por la lectura de los clásicos franceses le fue inculcado por Nicolás Sardi, su profesor de francés en el colegio. El aprecio de Sardi por Natalicio era tan grande que le abrió las puertas de su biblioteca privada. Allí, Natalicio pasaba horas y horas leyendo a Víctor Hugo, Alejandro Dumas, Gustave Flaubert (uno de sus autores preferidos) y Eugeni Sué. 
Con la intención de seguir sus estudios a pesar de las precariedades, el joven Natalicio decide costearlos trabajando como secretario del Juzgado de Paz de Villarrica, ejerciendo dicho trabajo por las mañanas. Cursó los tres años de la secundaria en Colegio Nacional de Villarrica. Poco tiempo después, una tragedia sacude a la familia González Paredes, pues la madre y esposa de estos, Benita, a causa de una mala praxis médica fallece, sin embargo, dicha tragedia no influyó en el deseo de Natalicio de ejercer la profesión de periodista.
En 1914 empezaron a llegar las noticias de la guerra en los campos europeos a Paraguay. En ese mismo año sucedió uno de los acontecimientos que cambiaría por completo la historia de Natalicio: la muerte de su padre. Tras lo ocurrido, el joven empacó sus maletas, no sin antes recorrer las calles de su natal Villarrica, y partió rumbo a Asunción, confiado en su capacidad intelectual e impulsado por su sueño de estudiar medicina. Ya en la capital, su sueño fue truncado debido al cierre de la Facultad de Medicina por orden de Eduardo Schaerer, quien gobernaba en esa época.
En 1926, en ocasión de un baile de salón conoció a la joven Lydia Frutos Irala, una mujer inteligente, de origen cordillerano, sutil y bonita, a quien le fascinaba la lectura, y que se graduó como doctora en Filosofía en la Universidad de Buenos Aires. Contrajo nupcias con Lydia a finales de 1926 en la iglesia de Arroyos y Esteros. Lydia siempre fue el principal sostén de Natalicio en los aciagos días en donde tuvo que afrontar los reiterados exilios políticos. El matrimonio no tuvo hijos.

## Labor literaria

### Periodista y editorialista
Ya radicado en Asunción, Natalicio alquila una modesta pensión, matriculándose luego en el Colegio Nacional de la Capital, de modo a proseguir sus estudios secundarios. Siempre, al culminar su jornada académica, se dedicaba a la lectura meticulosa de autores griegos y latinos. Siguiendo el llamado de su inspiración, en 1915 inició su carrera de periodismo como reportero del diario El Liberal, dedicado a cubrir entrevistas. Tras integrarse a la Asociación Nacional Republicana-Partido Colorado, ese mismo año, ingresó al periódico oficial del partido “General Caballero” como redactor, donde conoció a grandes personalidades como Juan Manuel Frutos, editor del periódico y a Juan E. O`Leary, Arsenio López Decoud, Antolín Irala, Manuel Domínguez, Ignacio A. Pane y a Fulgencio R. Moreno, quienes influyeron de manera importante en el pensamiento político de Natalicio. 
Uno de sus mentores fue el célebre poeta y ensayista paraguayo Juan E. O'Leary, quien en una de las entrevistas que Natalicio debía hacerle al laureado historiador, el joven Natalicio le entrega su último ensayo, denominado SOLANO LÓPEZ, el cual trataba sobre los diferentes aspectos de la vida de Francisco Solano López. sobre aquel ensayo, Juan E. O`Leary refería cuanto sigue:

“Leí después aquella primicia, y quedé asombrado. Era un admirable estudio sobre Solano López. Todo en él era soberbio: el fondo como la forma, el estilo como el criterio con que analizaba la figura central de nuestra epopeya. Las primeras cuartillas me convencieron ya de que estaba en presencia de un gran escritor, de un verdadero escritor, y al terminar de leer la última, saludé emocionado el advenimiento de un pujante compañero, de un heraldo más de la causa nacionalista. Este trabajo, difundido hoy en la prensa y en el folleto, es una de las piezas literarias más primorosas que ha producido la intelectualidad paraguaya”
Juan Emiliano O´Leary

De manera simultánea a su labor como periodista, acude a las tertulias de aquel grupo original de Villarrica, compuesto por Ramos Giménez, Ortiz Guerrero y Recalde. Otros que se sumaron fueron el poeta Guillermo Molina Rolón y los prosistas Leopoldo Centurión y Roque Capece Faraone, todos ellos en torno a la revista CRÓNICA. Junto a Juan E. O'Leary, fue uno de los encargados de reivindicar la figura del Mariscal López, quien durante la posguerra fue catalogado como "fuera de la naturaleza y de la ley de los hombres".  
Invitado por Arsenio López Decoud, en 1916 fue secretario de redacción de la revista “Fígaro”. El tema cardinal de las publicaciones de dicha revista residía en asuntos relacionados con la identidad paraguaya, por tanto su lectura interesaba principalmente a militantes del Club Nacional Republicano. La amistad con López Decoud le permitió profundizar sus conocimientos en torno a la estética, la oratoria, el arte y aquellas novedosas publicaciones. Trabajó también en el diario Patria entre 1917 y 1919, donde llegó a ser jefe de redacción. Al tiempo que cumplía con sus funciones en el periódico tuvo el orgullo de fundar la revista cultural “Guarania”. 
El 15 de enero de 1920, sale a la luz el primer número de su revista GUARANIA, el gran aporte a la cultura paraguaya constituyó el lanzamiento de aquella revista, al respecto refiere el historiador Washington Ashwell: 

“En 1920 funda la revista GUARANIA que fue su primer emprendimiento editorial y alcanza a publicar 8 números. En noviembre de 1933 vuelve a editar la misma revista que se mantiene durante 36 meses y es clausurada por el gobierno de Rafael Franco. Vuelve a publicar dicha revista en 1942, ya en Buenos Aires, cuya colección llega a más de 20 números. Gana la revista un sólido prestigio nacional e internacional por su contenido histórico, literario y social. Y nuevamente en 1947, ya en Asunción, reanuda su publicación, que alcanza a otra decena de números bimensuales.”

Natalicio González, debido a sus diversos compromisos editoriales en el exterior, no pudo ir más allá de los ocho número de la revista. Posteriormente sus ocupaciones políticas, el destierro y diversos otros factores, hicieron que esta revista de proyección internacional, solo pueda salir a la luz nuevamente a principios de la década de los cuarenta y en el contexto de la Revolución cívico-militar de 1947, para extinguirse luego irreversiblemente.

### Poeta y ensayista
Aparte de su labor como periodista, Natalicio también dedicó tiempo a la edición de prosas y ensayos con alto índice de aspectos sociales concernientes mayoritariamente a la idiosincrasia paraguaya y al desarrollo de un estado óptimo en el servicio al pueblo. En este caso, la poética se ubica, en un primer momento, en la línea de la creación posmodernista nacional. Entre los libros de poesía editados por Natalicio González se encuentran: Baladas Guaraníes (1925), Motivos de la tierra escarlata (1952), Elegías de Tenochtitlán (1953), y los que fueron publicados de manera póstuma, Epinicios (1983), Antología poética (1984), y Obra poética completa (1993). También comenzó a destacarse como narrador y ensayista político con diversas publicaciones, producto de su alta intelectualidad.   
Varias fueron sus obras editadas, como por ejemplo: El Paraguay Eterno (1935), que en líneas generales habla sobre el resurgimiento del estado paraguayo luego del advenimiento de la guerra contra la triple alianza. Varias también fueron las obras realizadas por González. La mayoría de las obras realizadas por Natalicio tienen un tinte americanista, con mayor proyección hacia la esencia propia de la paraguayidad.

### Artículos y ensayos de Natalicio
"Misión del arte" (1915), publicado en los Anales del gimnasio paraguayo de marzo de 1918, "Urutaú" en los Anales de febrero de 1919, "El tartamudo" en los Anales de julio de 1919, "Blás Garay" en los Anales de agosto de 1919, "Solano López" (1915) publicado en octubre de 1919 en los Anales, "Camino de perfección" en los Anales de diciembre de 1919, "Arsenio López Decoud" publicado mediante el diario PATRIA en marzo de 1921, "Son malos tratados" y "Cuestiones políticas" en 1926, "La literatura venezolana" (1927), "El drama del Chaco", "El nuevo ideario del Partido Colorado" en colaboración con el militar Bernardino Caballero Álvarez en 1931, "El petróleo, la guerra y la oligarquía liberal" en 1938, "Por la unidad del coloradismo" en 1947, "Discurso a la nación paraguaya" en 1947, "Teoría y fundamento de la libertad" en la revista GUARANIA N°1 en diciembre de 1947, "El presidente electo se dirige al pueblo de la República" en 1948, "Los poetas del Paraguay", "Ensayistas e historiadores paraguayos", "Las instituciones sociales y militares", "San Agustín y la idea del tiempo" y "Bases y tendencias de la cultura paraguaya", todos en 1948.  
Otros ensayos con falta de precisión de fechas son: "Juan E. O´Leary", "Evolución política y literaria del Paraguay", "El renacimiento paraguayo", "La democracia funcional", "Un viaje a Caracas", "El doctor Francia y su obra", "Delfín Chamorro", "El Gral. Díaz", "Capece y sus amigos" y "Manuel Domínguez". 

### Libros
"Cuentos y Parábolas" (1922), "Baladas guaraníes" (1925), "Solano López y demás ensayos" (1926), "El Paraguay contemporáneo" en colaboración con Pablo Máx Insfrán (1929), "El Paraguay eterno" (1935), "Cartas polémicas sobre la guerra del Paraguay" (1940), "Proceso y formación de la cultura paraguaya" (1940), "El paraguayo y la lucha por su expresión" (1945), "Bajo las sombras del Malón" en colaboración con Víctor Morínigo (1947), "Solano López diplomático" (1947), "Cómo se construye una nación" (1949), "Motivos de la tierra escarlata" (1952), "Elegías de Tenochtitlán" (1953), "México en el mundo de hoy" (1958), "El estado servidor del hombre libre" (1960), "Geografía del Paraguay" (1964), "Vida y pasión de una ideología" (1967)

## Vivencias en el extranjero
En 1920, a los 23 años, Natalicio se traslada a la ciudad de Buenos Aires con motivos laborales, allí fue contratado por una conocida empresa de la época, la "Societé de Publicité Sudamericaine Monte Domecq et Cie", en la cual realizó labores de investigación en la zona editorial. Dicha entidad realizaba diversas publicaciones sobre geografía, cultura y sociedad de varios países latinoamericanos. En Argentina publica su primer material literario, "Cuentos y Parábolas (1922)", a la par realizó investigaciones sobre la sociedad peruana, evolución de la sociedad brasileña y diversos análisis sobre el Paraguay. También publicó obras literarias como: "Urutaú", "Rosas de Mayo", "La Cruz de Corrales", "El Centinela" y otros, los cuales tienen como eje los desarrollos de las batallas de aquella guerra contra la Triple Alianza.   
Su trabajo dentro de aquella empresa era netamente comercial, no obstante, el contacto con personalidades del mundo diplomático y cultural, como también el cúmulo de informaciones recabadas en torno a Latinoamérica, que le sirvieron bastante para convencerse de las amplias oportunidades que ofrecía el mundo editorial. Durante su estadía en la capital argentina, gracias a los contactos con personalidades connotadas de la literatura tales como Ricardo Rojas (importante literato argentino) o David Peña (admirador de Juan Bautista Alberdi y de la causa paraguaya), pudo enriquecer su pensamiento social, todo ese pensamiento se fue desenvolviendo en el desarrollo de su obra "J. Natalicio González, Descubridor del Paraguay".  
Posteriormente, la empresa argentina le solicita a Natalicio su trasladó a Venezuela como representante propio de la empresa. Tras una larga travesía por los puertos de Paulista, Carioca, Trinidad, La Guaira y Puerto España, finalmente llega a la ciudad de Caracas en donde acompañado del escritor venezolano Luis Correa, visita los principales puntos de la capital venezolana, además de una entrevista con el director del Nuevo Diario, Laureano Vallenilla Lanz, con quien llegó a conversar sobre temas de sociología y la situación de ese entonces en Venezuela, que era gobernada por el general Juan Vicente Gómez.  
Posterior a su viaje a Venezuela, emprende rumbo hacia el Viejo Mundo, estableciéndose definitivamente en París, en la década del 20. Natalicio se había hospedado en un establecimiento cercano a la Torre Eiffel, le ayudó bastante sus conocimientos básicos del idioma francés para desenvolverse a comodidad en la capital. Impresionado por el arte, la crítica estilística y los debates literarios renuncia a la ambiciosa empresa "Monte Domecq y compañía", para dedicarse a la fundación de su nuevo emprendimiento "Editorial de Indias". Dicha editorial estuvo activa durante los años 1925 y 1926, sus obras surgidas de aquella experiencia: "Baladas Guaraníes", "Solano López" y diversos otros ensayos, y la obra del jurista y diplomático lopizta Juan Andrés Gelly, "El Paraguay: Lo que fue, lo que es y lo que será".  
Durante su estancia en París, conoció también a Charles Chadenat, librero parisino que contenía más de 100 mil volúmenes sobre temas referidos a América Latina. También en París conoció al afamado escritor peruano Francisco García Calderón, otro colega con el que compartía tertulias era el venezolano Rufino Blanco-Fombona, nacionalista defensor de Bolívar y del mariscal Francisco S. López. Como hecho anecdótico, Natalicio González había tenido contacto con el joven paraguayo militar de nombre José Félix Estigarribia, quien en ese entonces se encontraba realizando en Francia su perfeccionamiento castrense. También diversos autores presentan a Natalicio González como el intérprete paraguayo del escritor ultraderechista francés Charles Maurras, quien se encontraba a favor de la restauración monárquica francesa. Pero tales afirmaciones fueron parte de las calumnias que cayeron sobre el expresidente. Posterior a esas vivencias, Natalicio regresa al Paraguay.

## Pensamiento político
Durante sus años de adolescencia, se fue formando el pensamiento político de Natalicio, al leer a importantes personalidades intelectuales ligadas a la causa social de la paraguayidad. Por esos años de 1916, se encaminó en estudiar las obras y el pensamiento de Blas Garay, considerado el padre de la historia moderna paraguaya. Le interesaba sobre todo las propuestas colectivistas y socializantes de este fugaz escritor colorado. Natalicio esbozaba sus primeras ideas de lo que debería ser el Estado paraguayo sobre la base del agrarismo, la socialización y democratización de los medios de producción y la marcada participación de los sectores populares para echar a andar la maquinaria social.   
Basó siempre su pensamiento e ideología en obras relacionadas al grecolatinismo, que formaron en él el pensamiento crítico hacia el actuar y hacia la formación de un estado que sirva con alta eficiencia a los hombres. Su ida a la Argentina y a algunos países sudamericanos forjaron en él aquel sentimiento americanista puro, que hablaba sobre la importancia de no calcar ideologías con origen europeo, y al contrario, construir una propia de América Latina con las tradiciones devenidas de los pueblos americanos y su idiosincrasia.   
La presencia de un Estado fuerte en las realizaciones económicas fue otra arista dentro de la ideología natalicista. A propósito de un discurso pronunciado por Natalicio González, publicado en el diario EL PAÍS, el viernes 10 de septiembre de 1948, con motivo de un encuentro con empresarios paraguayos, en el cual expresó:   

“La riqueza de un país está representada por la suma de las riquezas de cada uno de sus moradores, y ciertamente yo considero como primer deber del gobernante facilitar la reconstitución de la fortuna privada, la acumulación de capitales, a fin de dar bases firmes a la prosperidad, infundir intensidad a la par que contenido humano y universal a nuestra cultura, y tornar indestructible la libertad de la República. Pero faltaría a mi deber si no manifestara, con el realismo con que se debe hablar a los hombres de negocio, que no comparto ni el menosprecio, ni la prevención con que muchos miran la acción del Estado en el dominio de la industria. En esta materia, permanezco en la línea de una ilustre tradición ideológica de mi Partido, encarnada en sus pensadores y guías. En efecto, ya en 1898 Blas Garay estampaba estas palabras reamente revolucionarias para su tiempo: "Somos partidarios de la intervención del Estado. La requerimos, sino como absolutamente necesaria, como sumamente conveniente. El Laisser Faire no debe ponerse en práctica en países nuevos, que empiezan a desenvolverse, tropezando a menudo en obstáculos, para vencer los cuales no basta la acción natural y libre de los intereses empeñados en vencerlos. Es necesario que el Estado, con los poderosos medios de los cuales dispone, concurra a allanar el camino y a hacer más fácil la evolución"”
Juan Natalicio González, discurso del 10 de septiembre de 1948

Gracias a su paso por el extranjero, Natalicio fue acercándose hacia los ideales latinoamericanistas, además de vincular ampliamente la paraguayidad con el coloradismo. Fue cercano al aprismo peruano y al PRI de México. A su paso por Venezuela y Argentina, también logró seguir cultivando dicho sentimiento de americanismo. Su pensamiento político se sintetiza en la necesidad de un estado servidor y protector del trabajador y la férrea defensa de la soberanía nacional frente a la amenaza externa.

## Trayectoria política
Se afilió formalmente a las filas de la Asociación Nacional Republicana el 8 de septiembre de 1916, en esta agrupación política lograría un repunte político en su liderazgo que años después fue uno de los más trascendentes de la república, incluso, años antes de su apogeo llegó a ocupar brevemente el cargo de diputado, pero renunció a este por discrepancias con el manejo del Poder legislativo de entonces. 

### Abstencionistas y eleccionistas
Luego de 1904, cuando los liberales finalmente inician la hegemonía liberal, los convencionales colorados en una declaración fruto de la convención Partidaria de 1921, habían afirmado su intención de no volver a presentar ningún candidato colorado a la presidencia por falta de garantías en las estipulaciones de la ley electoral de la época. Los puntos reclamados por los colorados eran la modificación de la ley electoral y del registro cívico, la adopción de un Registro Cívico Permanente, la división territorial y la participación compartida en la directiva de la Junta Electoral y en las mesas de votación, garantías y seguridades en los periodos de las campañas electorales. 
El Partido Colorado ratificó su posición incluso en el pleno del Parlamento, pero los intentos fueron en vano, ya que el gobierno no aceptó dichas peticiones. Por tal motivo, dentro de la Asociación Nacional Republicana se desprenden dos movimientos: Los abstencionistas, quienes se mostraban a favor de no participar de comicios mientras no se den las condiciones para la objetiva participación partidaria, y por el otro lado, los eleccionistas, quienes con postura contraria a los primeros consideraban necesario acudir a las urnas y participar de dichas actividades electorales. 
No obstante, dada las circunstancias, un grupo de jóvenes colorados, entre los que se encontraban Natalicio González, César Vasconcellos, César López Moreira, entre otros, resuelve lanzar una encuesta entre los afiliados de la ANR para medir las inquietudes de los afiliados en torno al "abstencionismo" y el "eleccionismo". La encuesta fue hecha por Natalicio y entre los puntos de indagación figuraban tres ideas fundamentales: a) Política del momento; b) Normas y principios para la actuación ciudadana; c) Organización partidaria. Dicha encuesta arrojó en resumen la voluntad de los afiliados de no continuar por mucho tiempo con el abstencionismo político de modo a no perjudicar las pretensiones partidarias. El sector "eleccionista" convocó a asamblea partidaria y resolvió conformar una Comisión Directiva, la cual emitió la resolución del 6 de febrero de 1927, dando término a la abstención y proponiendo una lista de candidatos para las elecciones legislativas del mismo año. Elecciones de la cual participó Natalicio por la diputación, sin embargo, meses después decide renunciar al cargo y se aboca a su labor de editor en diversos periódicos capitalinos.  

### Guerra del Chaco
Durante su labor como diputado nacional, fue un férreo opositor al gobierno liberal de José Patricio Guggiari, principalmente por la supuesta falta de acción por parte del gobierno para defender los intereses paraguayos en el Chaco, en momentos en que la contienda bélica con Bolivia se estaba iniciando. Incluso Natalicio González llegó a participar de la manifestación del 23 de octubre de 1931, que culminó de manera trágica.  
Al iniciarse la guerra, Natalicio se encontraba cumpliendo su exilio político en Montevideo, apenas enterado de las primeras escaramuzas decide retornar para hacerse presente en el teatro de operaciones, presencia que le es denegada por su condición de confeso opositor. A pesar del rechazo gubernamental, Natalicio junto a otros autores, reflotaron la revista editorial Guarania, la cual lanzó sendos cuestionamientos hacia el actuar del gobierno en el manejo de aquella guerra, a su vez, acusando a las grandes petroleras estadounidenses de ser las precursoras del enfrentamiento entre países con un origen común.(Natalicio estaba en el extranjero)

### Posguerra
Culminada la guerra del Chaco, el 17 de febrero de 1936 se produjo el golpe de Estado por parte de uno de los excombatientes de dicha guerra, el coronel Rafael Franco, quien posteriormente también ordena clausurar la revista GUARANIA de Natalicio González por haberse opuesto a varias de las medidas adoptadas por el gobierno franquista, durante esta época también sufrió las dificultades del exilio político. Posteriormente el 13 de agosto de 1937, los liberales por medio de una sublevación recuperan el poder de la mano de Félix Paiva, quien finalmente entrega la presidencia al conductor de la guerra del Chaco, José Félix Estigarribia, no obstante este último fallece en un accidente aeronáutico, por lo que lo suple en el cargo el militar Higinio Morínigo.

### Gobierno de Higinio Morínigo
A inicios de la década de 1940, bajo el gobierno de Higinio Morínigo Natalicio González realizó diversas actividades dentro de la Junta de Gobierno de la ANR. Durante el transcurso de 1945, la aproximación que tenía la ANR hacia el gobierno de Morínigo se hacía cada vez más evidente. Uno de los colorados que más se aproximó al régimen militar justamente fue Juan Natalicio González, quien se perfilaba como uno de los candidatos más sólidos para representar al Partido Colorado en las elecciones venideras de 1948. 

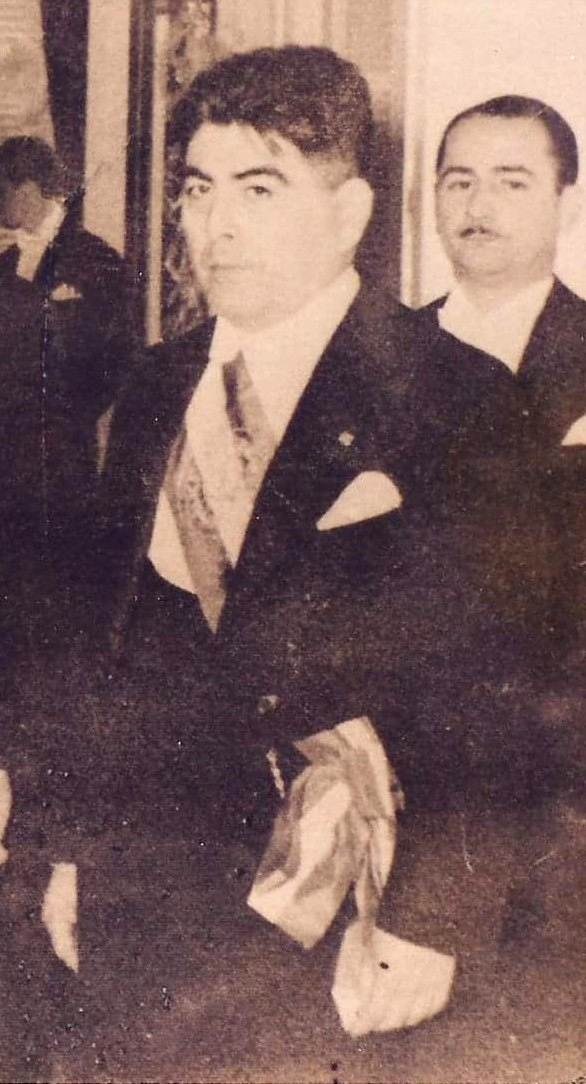
Juan Natalicio González el día de su asunción al mando presidencial.

Uno de los primeros frutos de la aproximación colorada a Morínigo, fue la designación de J. Natalicio González como embajador plenipotenciario ante el gobierno del Uruguay. González solicita la venia a su partido. Votaron por la aceptación: Víctor Morínigo, Manuel Gadea, Crispín Insaurralde, Leandro Prieto y Américo Domaniczki. El Dr. Enciso Velloso dejó en libertad a Natalicio para que resuelva él sin comprometer al partido. El Dr. Ángel Florentín Peña fue radical y solicitó la sanción severa para el príncipe de las letras paraguayas. J. Natalicio González finalmente aceptó la designación de Morínigo, sin comprometer el nombre del partido; como ciudadano aceptaba el cargo, pero con beneficio de inventario como adelantado de la causa. Fue juramentado oficialmente el 10 de mayo de 1945, y finalmente parte al país charrúa a cumplir con su labor diplomática.
A fines de mayo de 1946, Natalicio retorna al Paraguay. El 14 de junio de 1946 es designado por el presidente Morínigo como ministro de Hacienda en reemplazo del renunciante exministro Agustín Ávila, duraría en este cargo hasta los últimos días del gobierno de Morínigo, e incluso ocuparía este cargo durante toda la presidencia provisional de Juan Manuel Frutos.
Se involucró y fue miembro de un movimiento político dentro del Partido Colorado, los Guiones Rojos, un movimiento con tinte nacionalista republicano. En aquella época de 1946, los líderes de las principales facciones coloradas eran: Natalicio González por los “Guiones Rojos” y Federico Chaves por “Los democráticos”. Natalicio González desde su cargo de ministro, lanzaba duras críticas contra su contendor al acusarlo de “falto de energía” para defender las posiciones ya ganadas por el Partido Colorado en el gobierno de Morínigo, al respecto manifestaba que “Federico Chaves había cedido posiciones a los febreristas”. Debido a la intransigencia de los febreristas, que contaban con el decidido apoyo de ciertos militares cercanos a Morínigo, los propios colorados a modo de contrarrestar la ofensiva febrerista habían sugerido a Morínigo, destituir a Natalicio del cargo de ministro, ya que era el principal rival de los febreristas en carpas de coloradas. Ante este ofrecimiento de la propia Junta de Gobierno, Morínigo a este ofrecimiento se opuso rotundamente, ya que consideraba a Natalicio González como su mejor aliado dentro del Partido Colorado.
Al firmarse el acuerdo republicano-febrerista, varios opositores ocupan puestos claves en los ministerio, entre ellos Juan Natalicio, quien fue nuevamente en el cargo de ministro de Hacienda. Al iniciar sus funciones el nuevo gabinete de coalición, comenzaba la carrera para buscar apoyo político de distintas entidades tanto del gobierno para buscar sustento como de los opositores para tratar de copar las máximas instancias del poder. Natalicio González y sus adherentes se dedicaron a buscar apoyo y control en los cuarteles militares adictos, como la Caballería, la Policía, las delegaciones de Gobierno a cargo de colorados. Una táctica que dio resultado a la hora de definirse fue la incorporación paciente y sostenida en el Ejército en esas unidades, de sargentos de filiación colorada, atento a que buen número de la oficialidad joven no respondía al partido. El Partido Colorado de modo a limar asperezas resuelve conceder pleno apoyo a los ministros colorados en el gabinete de Morínigo.
Durante los meses en que se llevó a cabo el gobierno de coalición entre colorados, febreristas y militares varios fueros los intentos por parte de cada agrupación por acceder o mantener el poder, Natalicio González siempre trató de persuadir a Morínigo para que éste tome partido ante la evidente lucha fría entre colorados y febreristas, Al definirse Morínigo a apoyar al partido republicano, volcó la balanza a un lado. La poderosa Caballería, la Policía, el apoyo del caudal cívico de los colorados y el recurso logístico de los ministerios de Hacienda y Obras Públicas definirían en días cuál de los partidos oficialistas quedaría como único responsable del gobierno. 
González se convirtió en el principal vocero del Partido Colorado ante el presidente Morínigo, esto facilitó el respaldo republicano que serviría bastante a Morínigo de modo a afrontar los conflictos de la guerra civil del 47. La conjunción Morínigo-Natalicio González, conocedores de la psicología paraguaya y hombres de pronto accionar, llevaba una clara ventaja sobre la dupla militar Machuca-Franco. 
El 11 de enero de 1947, Morínigo se había reunido con su cúpula militar a consultarlos si los colorados debían cesar en sus cargos ante el retiro de los febreristas, en mayoría, los militares sugirieron a Morínigo integrar un futuro gabinete netamente militar. Morínigo finalmente incumplió este acuerdo, e integró su gabinete con ministros afines al Partido Colorado. Esto dio inicio ya desde marzo de 1947 al conflicto militar que se desarrolló desde Concepción y las zonas cercanas al Chaco hasta las ciudades cercanas a la Capital. Durante el tiempo que duró este conflicto, González, cumplió su labor de ministro quizás en una de las épocas económicas más turbulentas del Paraguay en el siglo XX.

## Elección como presidente
Al finalizar los conflictos de la guerra civil del 47, la economía debía comenzar su rumbo de recuperación y el cambio de gobierno se iba haciendo inminente. La inestabilidad en la administración de Morínigo presagiaba vientos de cambio. En el seno del Partido Colorado la interna se debatía entre el guionista J. Natalicio González y el democrático, Federico Chaves. La Convención del Partido Colorado, victorioso en la contienda, estaba próxima. Se había fijado como fecha de convocatoria el día 18 de noviembre de 1947. Dos candidatos pugnaban para emerger como futuro Presidente de la República: González y Chaves. Baste recordar las campañas turbulentas de los bandos. El país volvía, a menos de 3 meses a de terminar la guerra civil, por el camino torvo de las maniobras y mañas electoralistas. Las huestes de J. Natalicio González recorrían las calles de Asunción con el grito estentóreo de “Natalicio al Palacio a balazos o cañonazos”. 
J. Natalicio González y los principales colaboradores del presidente Morínigo se habían enrolado en el “Guión Rojo”. Los demócratas prácticamente no gravitaban en el gobierno. Los demócratas, con muchos adeptos. Los guiones igualmente. El apoyo logístico del gobierno que apoyaba a los guiones: Ministerio de Hacienda, a cargo de J. Natalicio González; la Policía, con la colaboración de su jefe, el Dr. Mario Ferrario, sobrino del Presidente de la República, general Higinio Morínigo. El Comandante de la Primera División de Caballería también simpatizaba con los guiones. Varios delegados de gobierno manifestaban cierta aproximación a la candidatura de Juan Natalicio González. Los guiones controlaban el gobierno: Ministerio de Hacienda, Ministerio del Interior, Policía, Primera División de Caballería y un contingente de fanáticos que iban en pos de la conquista del poder.

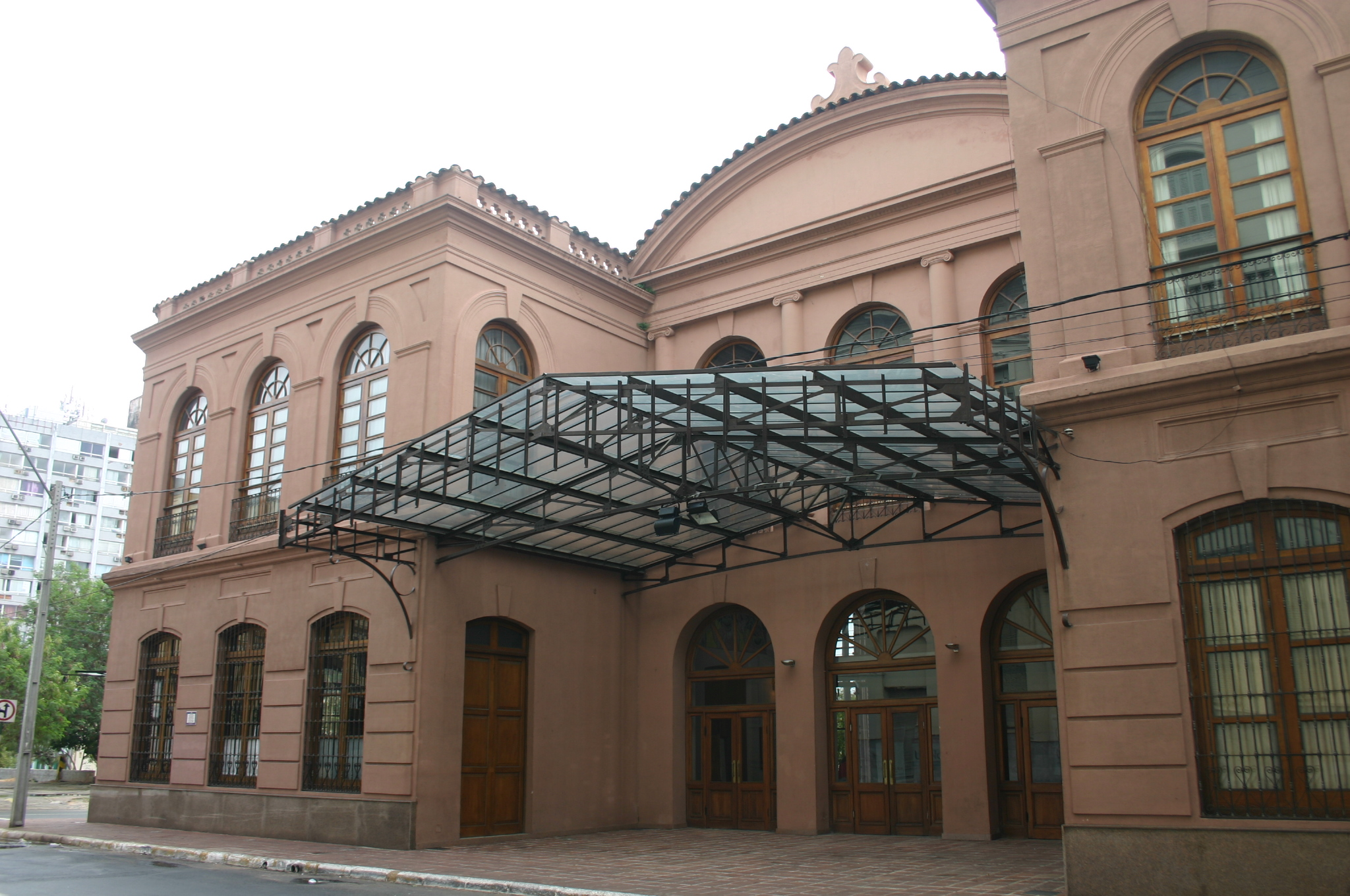
Teatro Municipal “Ignacio A. Pane”, lugar de la convención colorada realizada el 18 de noviembre de 1947.

El 18 de noviembre de 1947 se definía la candidatura del futuro jefe de Estado. Se inicia la convención con la propuesta para presidente de la asamblea. La votación favoreció por escaso margen al candidato demócrata J. Bernardino Gorostiaga. El propuesto por los guiones fue el Dr. Juan Manuel Frutos, prestigioso luchador republicano. En ese instante se incidenta la convención por acreditaciones supuestamente irregulares por reclamo del sector guionista. El tumulto se apodera del Teatro Municipal “Ignacio A. Pane”. Comienza a actuar la policía secreta y son detenidos algunos caudillos y convencionales demócratas. Ante el abandono de los chavistas ante la falta de garantías, se hace cargo de la asamblea unilateralmente el guionismo. Preside el acto el Dr. Juan Manuel Frutos y consecuentemente la candidatura de J. Natalicio González fue proclamada por sus adictos. Finalmente Natalicio González fue promovido como candidato por la Asociación Nacional Republicana. 
Llega el año 1948, el 14 de febrero del mismo año se celebraron las elecciones generales sin candidato opositor. El triunfo de Juan Natalicio González estaba cantado. Al candidato colorado le cupo votar en la mesa electoral habilitada en el Colegio San José de Asunción acompañado de Víctor Morínigo y diversas autoridades partidarias. Posteriormente se realizó el escrutinio a nivel nacional en 35 distritos a nivel nacional, según el periódico EL PAÍS, del 16 de febrero de 1948 los números arrojaron 56.085 votos a favor de Natalicio, faltando algunos distritos por contabilizar. Acto seguido, la Junta Electoral unge triunfador de las elecciones. Posteriormente fracasa un golpe de los demócratas por derrocar a Morínigo y Natalicio el 20 de abril de 1948. En ese intento fue ultimado el mayor José Vicente González, en la Caballería.
Meses después, ante sendas sospechas de una seria intención de Higinio Morínigo de buscar artimañas para permanecer en el cargo, los colorados exigieron a Morínigo su renuncia por medio de una sublevación, por lo que el cargo recayó en el Dr. Juan Manuel Frutos, colorado guionista presidente de la Corte Suprema de Justicia. Con esto el ejército dejaba oficialmente el mando presidencial, por lo que asumía el primer presidente colorado desde 1912 el 3 de junio de 1948.

## Su gobierno

### Gabinete
Natalicio González al asumir la presidencia, integró de la siguiente manera su gabinete: 
Con el resultado de las elecciones celebradas el 14 de febrero de 1948 Juan Natalicio González fue elegido jefe de Estado. Le entregó el poder el presidente provisional Juan Manuel Frutos, ya que su predecesor, Higinio Morínigo, fue destituido por el golpe del 3 de junio.  
En la mañana del 15 de agosto de 1948 a las 09:45 en una sesión solemne, Juan Natalicio González Paredes juró ante la Cámara de Representantes, conforme a la norma constitucional de 1940. Don Manuel Talavera, presidente de dicha Cámara, le impone la banda presidencial en presencia de sus amigos e invitados especiales. Varios escritores de prestigio internacional como el mexicano Martín Luis Guzmán, el venezolano Germán Arciénegas, José Pocaterra, el argentino Gabriel del Mazo y otros acompañaron en aquel acto al recientemente promovido Presidente Constitucional del Paraguay por el período 15 de agosto de 1948 al 15 de agosto de 1954. 
En las elecciones del14 de febrero de 1948 Juan Natalicio González fue elegido jefe de Estado. Le entregó el poder el presidente provisional Juan Manuel Frutos, ya que su predecesor, Higinio Morínigo, fue destituido por un golpe el 3 de junio. En la mañana del 15 de agosto de 1948 en una sesión solemne, Juan Natalicio González Paredes juró ante la Cámara de Representantes, conforme a la norma constitucional de 1940. Don Manuel Talavera, presidente de dicha Cámara, le impone la banda presidencial en presencia de sus amigos e invitados especiales. Varios escritores de prestigio internacional acompañaron en aquel acto al recientemente promovido Presidente Constitucional del Paraguay por el período 15 de agosto de 1948 al 15 de agosto de 1954.
Iniciaba su mandato con el siguiente mensaje al congreso: 

“El coloradismo es una doctrina americana, que nace de la realidad americana. No acepta doctrinas importadas: ni liberalismo, ni comunismo, ni fascismo”.
 J. Natalicio González, mensaje al congreso del 15 de agosto de 1948.

Al hacerse cargo del gobierno el escritor guaireño, encuentra una tenaz oposición del sector democrático. Las conspiraciones se suceden y los intentos de golpes cuarteleros perturban la paz social. Natalicio González se caracterizó, fundamentalmente, por ser un observador de la realidad social paraguaya y de la cultura latinoamericana en sus diversos aspectos. Además, en el plano diplomático reestableció las relaciones diplomáticas con el gobierno de España, en ese entonces presidido por el caudillo Francisco Franco. 
Como parte de la política de fortalecimiento de la Flota Nacional, en octubre de 1948, arribaron a nuestro país, recién adquiridos, cuatro buques modernos: la MOTONAVE PARAGUARÍ, el BUQUE MOTOR YPORÁ, el BUQUE MOTOR YGUREY y el petrolero LAGO YPAKARAY; todas estas embarcaciones procedentes de astilleros norteamericanos, específicamente de la Korody Marine Corporation.

### Obras de gobierno

#### Economía
Ya durante su gestión de gobierno, logró estabilizar la moneda nacional adoptando el patrón oro: Un guaraní vale un peso argentino. Las pensiones fueron puestas al día. Además, fue uno de los principales propulsores de una reforma agraria de alta importancia, de esta manera facilitaba a los campesinos la compra de tierras, maquinarias, semillas y en algunos casos hasta casa-habitaciones. Además, con la resolución N° 26 del Ministerio de Hacienda, estipuló que Aduanas, Impuesto Inmobiliario y Puerto, sean intervenidos a fin de mejorar la estructura organizativa de dichos entes, promoviendo una estricta moral administrativa.  
Basó su propuesta en la intensificación de la ocupación productiva en máximo grado, de todos los habitantes habilitados del Paraguay, a fin de acrecentar al máximo la renta nacional , una de las más bajas del hemisferio. Dicha medida en el orden agropecuario generó el aumento en la expansión del crédito agropecuario, el fomento de la cooperación con la intención de abaratar el costo de la producción y apresurar la tecnificación intensiva del trabajo, mediante la mecanización del mismo, y la fijación de precios mínimos remuneradores para todos los productos básicos de la agricultura nacional. 
En el ámbito industrial, se trasformó la materia prima en artículos manufacturados, a fin de cubrir las necesidades del mercado interno e incrementar el valor de los productos que nutren el comercio de exportación. 
Juan Natalicio González va al gobierno con un plan: potenciar la agricultura, desarrollar las industrias y promover las obras públicas. Pretendió durante su gestión realizar algunas reformas estructurales. Una de las obras más importantes de su gobierno fue la estatización de la Compañía Americana de Luz y Tracción (CALT), que luego se convirtió en la Administración Nacional de Electricidad (ANDE), mediante un proceso de nacionalización. La compañía fue adquirida por un total de 31.175.902 guaraníes, también se procedió a la ampliación de la usina eléctrica ubicada en el Puerto Sajonia de Asunción.

#### Agricultura
En el ámbito agrícola se financió la adquisición de maquinaria agrícola, semillas e implementos varios. Los documentos de dicha época detallan lo siguiente:
1. En Cruzeiros: 400.000 kilos de semillas de arroz certificada, procedente del Brasil.450.000 kilos de semillas, algodonero, de pedigrí importado de semilleros oficiales del Brasil.
2. En moneda argentina: 400.000 kilos de semillas de papa certificada, procedente de la Argentina. 50.000 kilos de gamexanne. 500.000 kilos de semillas algodonero seleccionada importada de semilleros oficiales de la Argentina. 100.000 espolvorea dores para combatir la langosta y demás plagas.
3. En Libras Esterlinas: 64.000 yardas de arpillera. 6.200 arados Massey Harris. 25.000 Kilos de verde de París. 10.000 azadas.
4. En guaraníes: 10.000 botellas de sulfuro de carbono. 1.000 rastrillos de 10 dientes.
5. En dólares americanos: 1.500 arados Massey Harris. 38.500 rollos de alambre. 2.000 docenas de hachas Collins. 3.333 docenas de machetes cabo de material plástico. 417 docenas de machetes cabo de material plástico. 100 cajones de hojalatas de 20x28. 50 pailas de acero forjado. 1.127 rastras de púas de un cuerpo. 5.000 kilos de Grampas para alambrados. 3.000 pulverizadores Smith a mochila para combatir las plagas. 10 perforadores para postes de alambrados. 8 tractores TD 18 de trocha ancha, con motor diésel de 6 cilindros. 8 tractores TD 14 de trocha ancha, con motor diésel  de 6 cilindros. 8 cuchillas niveladoras modelo 18 BC para tractor TD18. 8 accesorios para destroncadora, modelo 19, para cuchilla niveladora.

Además la lista incluye implementos para cultivos de maíz, algodón, poroto, papas, caña de azúcar, equipos "Farmall Cub", implementos para tracción a sangre, máquinas camineras, repuestos varios, etc.

#### Educación
En el ámbito educativo, la administración de Natalicio González ordenó la realización del primer congreso Regional de Directores de Escuelas de la Capital, bajo la dirección del ministro Felipe Molas López y con la presencia del Consejo Consultivo. 
También durante la administración de González se realizó una de las mayores reformas educativas de la época, esta reforma educativa apuntó sobre todo a insertar a los alumnos en las prácticas democráticas, dándose la respectiva participación a toda la comunidad educativa en el proceso de elaboración deliberada en sus propios problemas educacionales. Un importante paso camino a la gratuidad de la educación se dio en una reunión del Consejo de Ministros, cuando el presidente Juan Natalicio González anunció que para el año 1949 se suprimiría de manera total todos los impuestos que graven la enseñanza, tanto en las escuelas primarias como en los institutos secundarios y la Universidad. 
Con la nueva normativa, ya no se pagarían más ni derechos de matrículas, ni derechos de exámenes, ni derechos de diplomas, ni derechos de ninguna otra índole en dichas instituciones públicas. Estas fueron las palabras del Presidente Juan Natalicio González:

“en general, los estudiantes paraguayos son muy pobres y es obligación del Estado facilitar por todos los medios la difusión de la cultura, a fin de preparar una generación de ciudadanos ilustrados y técnicamente capaces para promover el renacimiento cultural del Paraguay, en el orden material como espiritual”.

Una de sus frases célebres fue: “No habrá ningún colorado pobre”, y esto lo llevó a la práctica, dando gran poder político a todas las seccionales coloradas. El Departamento de Misiones, netamente ganadero, con algún potencial agrícola, estuvo en su mira. Expropió algunos campos sobre la Ruta N°1 que conduce a Encarnación para así habilitar parcelas agrícolas. El programa planteado por el gobierno de González no tuvo el lapso necesario para consolidar y ejecutar tal objetivo. El comercio, sometido a racionamiento, alienta los negocios para la provisión de gasolina, adquisición de automotores y otros productos de primera necesidad.

### Defenestración
Desde que asumió su mandato, en las calles de Asunción corría el rumor de que habría sin duda alguna, algo que le impediría cumplir su gobierno hasta el final. En la madrugada del 25 de octubre de 1948 experimentó una tentativa de golpe de Estado, emprendida por disidentes su propio partido, aunque los rebeldes fueron paralizados por las fuerzas leales. El conductor de la rebelión, Gral. Carlos Montanaro, levanta la Escuela Militar esperando la adhesión de las otras unidades comprometidas. A la hora de las decisiones quedó solo y fue al exilio. La sublevación tanto en el cuartel, como en la caballería fueron abortados, mientras que el presidente González y sus ministros se refugiaron en el local del Estado Mayor General, por lo que finalmente el golpe fue abortado. El descontento militar ante la baja de jefes y oficiales jóvenes del Ejército que tenían sus méritos ganados en la guerra civil de 1947, no cayó bien entre sus camaradas. Día a día se deterioraba el gobierno de Juan Natalicio González, finalmente así culminó el ajetreado año de 1948. En los primeros días del mes de enero de 1949, aunque los rebeldes fueron paralizados por las fuerzas leales.
Natalicio no pudo resistir mucho tiempo en el poder, ya que el 29 de enero de 1949 se desató otro golpe, esta vez provocado por Felipe Molas López y Federico Chaves, con el respaldo militar de las fuerzas bajo el mando del general Raimundo Rolón. Diversas armas del Ejército se levantaron en armas en contra del gobierno, a excepción de la Artillería, la cual se vio rebasada ante la superioridad militar de los insurgentes. La madrugada del 30 de enero, Natalicio trató de negociar su final con diversos actores políticos allegados a él, no obstante, al verse superado y no teniendo otra salida, Natalicio presentó su renuncia a la presidencia.

“Creo que cuando el Primer Magistrado de una Nación no puede desempeñar con la plenitud de sus facultades constitucionales, es su deber abandonar el cargo (...) Estoy en vísperas de alejarme del seno de la patria por largos años. Pueden estar todos seguros que partiré limpio el corazón de amarguras y que mis labios estarán cerrados para siempre del reproche y del vilipendio”.
J. Natalicio González, Carta de renuncia a la presidencia de la República, 30 de enero de 1949

Lo sustituyó su exministro de Defensa, el general Rolón. El 7 de febrero de 1949 llegó a Buenos Aires pero ciertas diferencias que se fueron formando con el primer gobierno de Perón, lo obligó a emprender rumbo hacia México en 1950, donde años después desempeñaría labores diplomáticas para el gobierno del presidente Stroessner. A penas partió Natalicio al exilio, se formó una maquinaria propagandística desde el mismo gobierno, acusando a Natalicio González de haber enajenado y derrochado dinero del erario público, manteniendo la figura de Natalicio similar a la de Solano López terminada la guerra del 70.
Fue el último intelectual en ocupar la presidencia de la República en el siglo XX.

## Muerte
Natalicio González finalmente decide establecerse en México, hasta que en 1957 es designado embajador plenipotenciario ante ese país por el gobierno de Alfredo Stroessner. Desempeñó esa labor hasta sus últimos días. González finalmente murió en Ciudad de México el 6 de diciembre de 1966 a causa de un ataque cardiaco (aunque corrieron en su época fuertes rumores de que se había suicidado) Ocurrió la mañana en que se encontraba empacando sus cosas para retornar a su tierra natal. Eran las 11:00 cuando su esposa Lydia lo encontró en su silla junto al escritorio en su despacho, mirando a la nada, ya sin signos vitales. Desesperada ante la muerte de su esposo, su esposa disolvió en un vaso de agua treinta pastillas de distintas clases de analgésicos, y decidida a quitarse la vida, se lo bebió, y acto seguido se cortó las venas de ambas muñecas con una hoja de afeitar. La criada que la encontró agonizando, abrazada a su marido, llamó a una ambulancia que la trasladó a un hospital. Los médicos hicieron todo por reanimarla pero nada dio resultado. Murió debilitada por el sangrado. Tanto los restos de Natalicio González como los de esposa fueron repatriados a tierras paraguayas. Fue así como la vida del destacado poeta y escritor finalizaba en diciembre de 1966. Las crónicas de la época relataban lo siguiente:

“Conmovidos aun por la ingrata noticia de la muerte del distinguido correligionario e intelectual paraguayo don Natalicio González y de la compañera de toda su vida, doña Lidia Frutos de González, en la tarde de ayer llegaron a nuestra capital los restos mortales de este matrimonio que brilló fuera y dentro de nuestro país por sus brillantes dotes.
Cultivó -Natalicio- la poesía, la historia y la sociología con una avidez incansable, así como el cuento y la novela en los que se destacó como un narrador impecable. En todos estos aspectos de su fecundo quehacer literario, se inspiró siempre en nuestras costumbres y en los problemas de la tierra, convirtiéndose en el escritor paraguayo por excelencia.
El sepelio de los restos mortales del señor González y señora se realizará hoy, a las 8:30 hs., en el cementerio de la Recoleta. Efectivos del Batallón Escolta Presidencial rendirán honores militares al féretro del expresidente en su carácter de exmandatario. Por su parte, la Junta de Gobierno del Partido ha declarado duelo partidario por tres días y ha designado al Dr. Saúl González para hacer uso de la palabra en el acto de sepelio en nombre de la Junta de Gobierno.”
Diario PATRIA, edición del 16 de diciembre de 1966

## Legado
Natalicio González tuvo una importante actuación en la política nacional durante la última parte de la década de 1940 en Paraguay. Natalicio González dejó un nuevo estilo de política para la época, el de ganar a como dé lugar, espacios de poder y posicionar al Partido Colorado siempre en la cúspide, este mismo estilo de política aplicaría Alfredo Stroessner durante su gobierno. También González dotó de gran poder político a las seccionales coloradas, las cuales también durante el régimen estronista vieron sus años de apogeo. En cuanto a su faceta de escritor, muchas de sus obras literarias, en donde expresa su forma de pensar acerca del manejo del estado y su ideología, quedan como una gran impronta suya.

### Homenajes
Varias calles llevan su nombre como homenaje, principalmente en las ciudades de Asunción, Capiatá y Fernando de la Mora.